# Brahman (banda)
Brahman es una banda de punk formada en 1995, en Ibaraki, Japón.

## Origen del nombre
Su nombre viene del idioma sánscrito de la palabra Brahman, que proviene de la Realidad Suprema. Esto representa su carácter distintivo de traer influencias asiáticas al punk occidental, incluyendo la música okinawense, el folk y la música gitana.
Los primeros acercamientos al punk de Toshi-Low fueron por Sex Pistols, Buzzcocks y The Jam.

## Miembros
Miembros actuales
- Toshi-Low (Toshiro Miyata) – voces
- Kohki (Kouki Hori) – guitarras
- Makoto (Makoto Ozawa) – bajo
- Ronzi (Kobayashi) – batería

Miembros anteriores
- Nabe – bajo (miembro fundador, fallecido en 2012)
- Daisuke – guitarras (1995–1997)

## Discografía

### Álbumes de estudio
- A Man Of The World (1998, 1138)
- A Forlorn Hope (2001, Tactics, Revelation)
- The Middle Way (2004, Tactics, Toy's Factory)
- Antinomy (2008, Tactics, Toy's Factory)
- Eternal Recurrence (2009, Tactics, Toy's Factory)
- 超克 (2013, Tactics, Toy's Factory)
- 梵唄 -bonbai- (2018, Tactics, Toy's Factory)